# Atidzhe Alieva-Veli
Atidzhe Alieva-Veli, née le 18 septembre 1981 à Devin est une femme politique bulgare.
Membre du Mouvement des droits et des libertés, elle siège au Parlement européen de 2019 à 2024.